# Chlor dioxide
Chlor dioxide là một hợp chất vô cơ có công thức hóa học ClO2. Hợp chất này tồn tại dưới dạng chất lỏng màu vàng, kết tinh dưới dạng các tinh thể màu da cam tươi ở nhiệt độ dưới -59 ℃. Nó là một trong một số Oxide của chlor, đồng thời cũng là một chất oxy hóa mạnh và hữu ích được sử dụng trong các vấn đề xử lý nguồn nước và tẩy trắng.

## Sử dụng
Chlor dioxide được sử dụng để tẩy trắng bột gỗ và khử trùng nước được gọi là chlor, cũng được sử dụng trong nguồn nước uống toàn thành phố. Là một chất tẩy uế, nó có hiệu quả ngay cả ở nồng độ thấp vì những tính chất đặc biệt của hợp chất này.

### Tẩy trắng
Chlor dioxide đôi khi được sử dụng để tẩy trắng bột giấy, bằng cách kết hợp với chlor, nhưng nó chỉ được sử dụng trong các trình tự tẩy trắng ECF (không chứa chlor nguyên tố). Hợp chất này cũng được sử dụng với độ pH vừa phải, từ khoảng 3,5 đến 6. Việc sử dụng chlor dioxide nhằm giảm thiểu lượng hợp chất chlor hữu cơ được sản xuất. Chlor dioxide (công nghệ ECF) hiện là phương pháp tẩy trắng quan trọng nhất trên thế giới. Khoảng 95% bột giấy kraft tẩy trắng được làm bằng chlor dioxide trong các trình tự tẩy trắng ECF. Ngoài ra, chlor dioxide cũng được sử dụng để tẩy trắng bột.